# Morgan’s Point
Morgan’s Point – miasto w Stanach Zjednoczonych, w stanie Teksas, w hrabstwie Harris, nad zatoką Galveston.